# Expériences VORTEX
Pour les articles homonymes, voir Vortex.

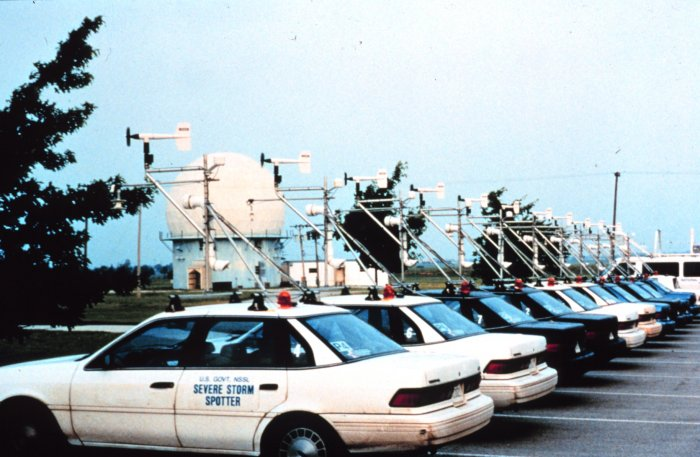
Véhicules du NSSL spécialement équipés pour mesurer les paramètres météorologiques durant VORTEX

Les expériences VORTEX (Verification of the Origins of Rotation in Tornadoes Experiment) furent des campagnes de prise de mesures effectuées aux États-Unis dans un environnement où des tornades sont rapportées. Ces expériences furent une collaboration de plusieurs universités, du National Weather Service et d'autres organismes internationaux. Elles se déroulèrent dans la Tornado Alley des Grandes Plaines américaines et mirent en jeu une panoplie d’instruments dont des stations météorologiques mobiles disposées en mésonet, des radars météorologiques, des radiosondages, etc. 
Le but de ces expériences était de mieux comprendre les conditions qui mènent à la formation des tornades sous un orage violent, celles qui contrôlent sa durée de vie et sa dissipation. VORTEX 1 s’était déroulé durant les printemps de 1994 et 1995. La première phase de VORTEX 2 s’était déroulée en mai et juin 2009 alors qu’une seconde phase aura été conduite à la même période en 2010.

## Promoteurs
La National Oceanic and Atmospheric Administration (NOAA) et la National Science Foundation sont les deux organismes qui financèrent les expériences VORTEX. Le premier est l'agence de laquelle dépend le service météorologique des États-Unis, le National Weather Service. Le second est une agence indépendante du gouvernement dont le rôle est de soutenir financièrement la recherche scientifique fondamentale. Le but de ces deux organismes est l'amélioration de la connaissance et la sécurité du public. Pour VORTEX 2, un certain nombre d'universités et de gouvernements d'autres pays se sont joints à l'effort.

## VORTEX1

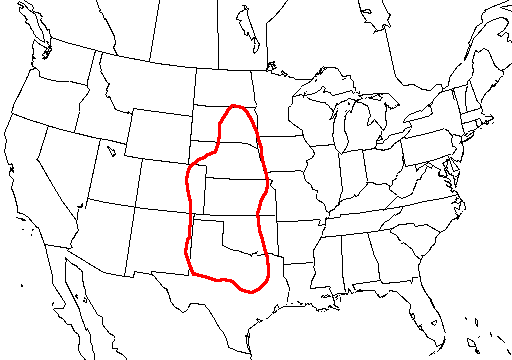
Cœur de la Tornado Alley

À la fin des années 1980, les États-Unis ont déployé un réseau de radars météorologiques, nommés NEXRAD, couvrant tout le pays. À cette époque, les informations sur les orages violents tendaient à démontrer que la moitié des orages supercellulaires donnaient des tornades. Cependant, les données des nouveaux radars ont rapidement montré que ce n'était le cas que dans 10 à 20 % des cas. VORTEX 1 avait donc pour but d’étudier l’environnement dans et autour d’un orage tornadique. Les chercheurs étaient particulièrement intéressés par la différence entre ceux qui produisaient des tornades et les autres, ainsi que les paramètres qui pouvaient expliquer l’intensité des tourbillons. 
À cette fin, dix-huit véhicules équipés d’une panoplie d’instruments ont pourchassé des orages supercellulaires dans la Tornado Alley en mai et juin 1994 et 1995 sous la direction de Erik N. Rasmussen, du National Severe Storms Laboratory (NSSL) de Norman (Oklahoma). En 1995, en plus des instruments au sol, un radar météorologique aéroporté a pu sonder les nuages toutes les cinq minutes et le premier radar mobile Doppler on Wheels a pu faire la même chose au sol,. Des campagnes plus réduites furent effectuées de 1996 à 2008, l'une d'elles a pu étudier certaines des tornades de l'Oklahoma du 3 mai 1999
VORTEX 1 est la première expérience in situ à avoir documenté la vie entière d’une tornade. Elle a démontré que les facteurs responsables de la formation du tourbillon sous l’orage se produisent beaucoup plus rapidement et à une plus fine échelle que les météorologues le pensaient antérieurement,. Les informations tirées de ces campagnes ont aidé à améliorer le préavis des alertes météorologiques émises par le National Weather Service des États-Unis. Le NWS estime que ce préavis est de treize minutes en 2010 et un de ses chercheurs, Don Burgess, évalue la baisse du taux de fausses alertes à 10 %,.
Le scénario du film Twister de 1996 est inspiré en partie des chasses aux orages comme VORTEX 1. Certains des consultants pour le film étaient du NSSL. L’appareil utilisé à la fin pour relâcher des sondes dans l’entonnoir d’une tornade est inspiré d’un appareil réel des années 1980 au NSSL, le Totable tornado observatory.

## VORTEX 2

La boucle des données radar d'un Doppler on Wheels montrant une tornade le 5 juin 2009. À droite, les réflectivités montrent le mouvement de l’entonnoir nuageux. À gauche, on peut voir la signature tornadique de rotation : vert s'éloignant et jaune s'approchant du radar.

VORTEX 2 était une version plus développée que l’expérience précédente. La première phase s’était déroulée du 10 mai au 13 juin 2009 pour obtenir des informations plus fines sur la formation des tornades. La seconde phase se déroula du 1er mai au 15 juin 2010. Elle regroupa plus de cent chercheurs de différentes universités et laboratoires gouvernementaux des États-Unis et d’autres pays. 
VORTEX 2 utilisa cinquante véhicules spécialement équipés pour la poursuite des tornades entre le Texas et le Minnesota. On y retrouvait dix radars météorologiques mobiles, comme les Doppler on Wheels (DOW), des drones aériens, des stations météorologiques déployables pour donner des informations à très fines échelles et des lanceurs de ballon-sondes. Un des nouveaux instruments fut le « Tornado Pod », il s’agit d’une tour d’un mètre de hauteur sur laquelle un anémomètre est monté. Un véhicule de poursuite se place à l’avant d’une tornade et laisse tomber la tour qui se fixe en terre. Si l’instrument est bien placé, et qu’il survit à l’entonnoir nuageux, les données recueillies dans sa mémoire sont analysées après sa récupération, deux à quatre minutes après le passage de la tornade,. Les différents appareils de mesure de VORTEX 2 permirent d’avoir une image complète de l’orage et de la tornade à chaque 75 secondes et une résolution spatiale de 60 mètres,.
Le professeur Roger Wakimoto, directeur du National Center for Atmospheric Research (NCAR), fut l’un des principaux dirigeants du programme. Le coût des deux campagnes de VORTEX 2 a été estimé à 11,9 millions de dollars américains et le financement provint des services météorologiques de Finlande et d’Italie, du National Weather Service américain, du Bureau of Meteorology australien, du KNMI néerlandais, du Met Office britannique, de la NOAA américaine, d’Environnement Canada et de nombreuses universités des États-Unis.

## Expériences complémentaires
Plusieurs campagnes de faible envergure font aussi partie de VORTEX, dont SUB-VORTEX (1997–98), VORTEX-99 (1999) et VORTEX-SE dirigé par Erik N. Rasmussen.